# Список растений, занесённых в Красную книгу Чеченской Республики
В данном списке указаны все сосудистые растения, включённые в состав Красной книги Чеченской Республики издания 2007 года.

## Список таксонов
Всего в списке 158 видов сосудистых растений.

## Отдел Папоротниковидные

### Класс Хвощёвые

##### Семейство Equisetaceae — Хвощёвые
- Equisetum fluviatile — Хвощ речной

### Класс Ужовниковые

##### Семейство Ophioglossaceae — Ужовниковые
- Botrychium lunaria — Гроздовник полулунный
- Ophioglossum vulgatum — Ужовник обыкновенный

### Класс Папоротниковые

##### Семейство Aspleniaceae — Костенцовые
- Phyllitis scolopendrium — Листовник многоножковый

##### Семейство Cryptogrammaceae — Криптограммовые
- Cryptogramma crispa — Криптограмма курчавая

##### Семейство Sinopteridaceae — Синоптерисовые
- Notholaena maranthae — Нотолена маранты

##### Семейство Marsileaceae — Марсилиевые
- Marsilea quadrifolia — Марсилия четырёхлистная

##### Семейство Salviniaceae — Сальвиниевые
- Salvinia natans — Сальвиния плавающая

## Отдел Голосеменные

### Класс Гнетовые

##### Семейство Ephedraceae — Эфедровые
- Ephedra distachya — Эфедра двухколосная
- Ephedra procera — Эфедра рослая

### Класс Хвойные

##### Семейство Cupressaceae — Кипарисовые
- Juniperus oblonga — Можжевельник длиннохвойный
- Juniperus sabina — Можжевельник казацкий

##### Семейство Taxaceae — Тисовые
- Taxus baccata — Тис ягодный

## Отдел Цветковые, или Покрытосеменные

### Класс Двудольные

##### Семейство Aceraceae — Кленовые
- Acer laetum — Клён светлый

##### Семейство Adoxaceae — Адоксовые
- Adoxa moschatellina — Адокса мускусная

##### Семейство Anacardiaceae — Сумаховые
- Cotinus coggygria — Скумпия кожевенная

##### Семейство Apiaceae — Зонтичные
- Mandenovia komarovii — Манденовия Комарова
- Symphyoloma graveolens — Сростноплодник пахучий

##### Семейство Araliaceae — Аралиевые
- Hedera pastuchovii — Плющ Пастухова

##### Семейство Aristolochiaceae — Кирказоновые
- Aristolochia clematitis — Кирказон ломоносовидный
- Asarum ibericum — Копытень грузинский

##### Семейство Asclepiadaceae — Ластовневые
- Periploca graeca — Обвойник греческий

##### Семейство Asteraceae — Сложноцветные
- Bellis perennis — Маргаритка многолетняя
- Centaurea pseudotanaitica — Василёк ложнодонский
- Cladochaeta candidissima — Кладохета белейшая
- Helichrysum arenarium — Бессмертник песчаный
- Jurinea ingushetica — Юринея ингушская
- Psephellus andinus — Псефеллюс андийский
- Psephellus prokhanovii — Псефеллюс Проханова
- Tanacetum vulgare — Пижма обыкновенная

##### Семейство Berberidaceae — Барбарисовые
- Berberis vulgaris — Барбарис обыкновенный

##### Семейство Betulaceae — Берёзовые
- Betula raddeana — Берёза Радде

##### Семейство Boraginaceae — Бурачниковые
- Brunnera macrophylla — Бруннера крупнолистная
- Omphalodes rupestris — Омфалодес скальный
- Trigonocaryum involucratum — Тригонокариум окутанный

##### Семейство Brassicaceae (Cruciferae) — Крестоцветные
- Apterigia pumila — Аптеригия низкая
- Crambe gibberosa — Катран бугорчатый
- Crambe grandiflora — Катран крупноцветковый
- Erysimum subnivale — Желтушник приснежный
- Pseudovesicaria digitata — Лжепузырник пальчатый

##### Семейство Campanulaceae — Колокольчиковые
- Campanula andina — Колокольчик андийский
- Campanula ossetica — Колокольчик осетинский
- Symphyandra galushkoi — Симфиандра Галушко

##### Семейство Capparaceae — Каперцевые
- Capparis spinosa — Каперцы колючие

##### Семейство Caprifoliaceae — Жимолостные
- Linnaea borealis — Линнея северная

##### Семейство Caryophyllaceae — Гвоздичные
- Cucubalus baccifer — Волдырник ягодный
- Dianthus arenarius — Гвоздика песчаная
- Dianthus kuznetzovii — Гвоздика Кузнецова
- Petrocoma hoefftiana — Петрокома Геффта
- Silene chlorifolia — Смолёвка зеленолистная
- Silene humilis — Смолёвка низкая

##### Семейство Chenopodiaceae — Маревые
- Hablitzia tamnoides — Габлиция тамусовидная

##### Семейство Cistaceae — Ладанниковые
- Fumana procumbens — Фумана лежачая

##### Семейство Corylaceae — Лещиновые
- Ostrya carpinifolia — Хмелеграб обыкновенный

##### Семейство Cucurbitaceae — Тыквенные
- Bryonia alba — Переступень белый

##### Семейство Droseraceae — Росянковые
- Drosera rotundifolia — Росянка круглолистная

##### Семейство Elaeagnaceae — Лоховые
- Hippophae rhamnoides — Облепиха крушиновидная

##### Семейство Ericaceae — Вересковые
- Rhododendron caucasicum — Рододендрон кавказский
- Vaccinium arctostaphylos — Толокнянка кавказская, или Черника кавказская

##### Семейство Euphorbiaceae — Молочайные
- Euphorbia condilocarpa — Молочай членистоплодный (Tithymalus condylocarpus)
- Euphorbia villosa — Молочай мохнатый

##### Семейство Fabaceae — Бобовые
- Astragalus denudatus — Астрагал обнажённый, или Астрагал обыкновенный (A. marschallianus, Tragacantha denudata)
- Colutea orientalis — Пузырник восточный
- Medicago dagestanica — Люцерна дагестанская
- Vavilovia formosa — Вавиловия прекрасная

##### Семейство Gentianaceae — Горечавковые
- Gentiana grossheimii — Горечавка Гроссгейма

##### Семейство Grossulariaceae — Крыжовниковые
- Grossularia reclinata — Крыжовник отклонённый

##### Семейство Lamiaceae — Губоцветные
- Betonica ossetica — Буквица осетинская
- Dracocephalum ruyschiana — Змееголовник Руйша

##### Семейство Malvaceae — Мальвовые
- Althaea officinalis — Алтей лекарственный

##### Семейство Nymphaeaceae — Кувшинковые
- Nymphaea alba — Кувшинка белая

##### Семейство Orobanchaceae — Заразиховые
- Diphelypea coccinea — Дифелипея красная

##### Семейство Paeoniaceae — Пионовые
- Paeonia tenuifolia — Пион узколистный

##### Семейство Papaveraceae — Маковые
- Papaver bracteatum — Мак прицветниковый

##### Семейство Primulaceae — Первоцветные
- Primula amoena — Первоцвет приятный
- Primula beyernii — Первоцвет Байерна
- Primula darialica — Первоцвет дарьяльский
- Primula macrocalyx — Первоцвет крупночашечковый
- Primula woronowii — Первоцвет Воронова
- Primula zeylamica — Первоцвет цейламский

##### Семейство Ranunculaceae — Лютиковые
- Aquilegia caucasica — Водосбор кавказский
- Clematis integrifolia — Ломонос цельнолистный
- Diedropetala puniceum — Диэдропеталя пунцовая (Delphinium puniceum)
- Helleborus caucasicus — Морозник кавказский
- Myosurus minimus — Мышехвостник малый

##### Семейство Rosaceae — Розоцветные
- Amygdalus nana — Миндаль низкий
- Cerasus avium — Вишня птичья, или Черешня
- Cerasus incana — Вишня серая
- Cydonia oblonga — Айва обыкновенная, или Айва продолговатая
- Dasiphora fruticosa — Курильский чай кустарниковый (Pentaphylloidea fruticosa)
- Dryas caucasica — Куропаточья трава кавказская
- Malus orientalis — Яблоня восточная
- Padus avium — Черемуха обыкновенная (P. racemosus)
- Potentilla ghalghana — Лапчатка ингушская
- Pyrus salicifolia — Груша иволистная
- Rosa oxyodon — Шиповник острозубый
- Sorbus graeca — Рябина греческая
- Sorbus torminalis — Рябина глоговина

##### Семейство Rubiaceae — Мареновые
- Rubia iberica — Марена грузинская

##### Семейство Saxifragaceae — Камнеломковые
- Saxifraga charadzae — Камнеломка Харадзе
- Saxifraga columnaris — Камнеломка колончатая
- Saxifraga ruprechtiana — Камнеломка Рупрехта

##### Семейство Scrophulariaceae — Норичниковые
- Scrophularia minima — Норичник малый
- Veronica bogosensis — Вероника богосская

##### Семейство Solanaceae — Пасленовые
- Atropa caucasica — Красавка кавказская

##### Семейство Thymelaeaceae — Волчниковые
- Daphne mezereum — Волчник обыкновенный, или Волчье лыко

##### Семейство Trapaceae — Чилимовые, рогульниковые
- Trapa hyrcana — Чилим гирканский

##### Семейство Ulmaceae — Ильмовые
- Celtis glabrata — Каркас гладкий

##### Семейство Valerianaceae — Валериановые
- Pseudobetckea caucasica — Псевдобеткея кавказская
- Valeriana officinalis — Валериана лекарственная

##### Семейство Violaceae — Фиалковые
- Viola mirabilis — Фиалка удивительная
- Viola elatior — Фиалка высокая

##### Семейство Vitaceae — Виноградовые
- Vitis sylvestris — Виноград лесной

### Класс Однодольные

##### Семейство Alliaceae — Луковые
- Allium oreophilum — Лук горнолюбивый
- Allium paradoxum — Лук странный
- Allium victorialis — Лук победный

##### Семейство Amaryllidaceae — Амариллисовые
- Galanthus angustifolius — Подснежник узколистный
- Galanthus cabardinicus — Подснежник кабардинский
- Galanthus caucasicus — Подснежник кавказский
- Galanthus platyphyllus — Подснежник широколистный (G. latifolius)
- Sternbergia colchiciflora — Штернбергия безвременниковая

##### Семейство Asphodelaceae — Асфоделиновые
- Eremurus spectabilis — Череш представительный

##### Семейство Butomaceae — Сусаковые
- Butomus umbellatus — Сусак зонтичный

##### Семейство Cyperaceae — Осоковые
- Cladium mariscus — Меч-трава обыкновенная

##### Семейство Iridaceae — Касатиковые
- Gladiolus tenuis — Шпажник тонкий
- Iris notha — Касатик ненастоящий
- Iris pseudacorus — Касатик ложноаирный
- Iris pumila — Касатик карликовый, или Касатик крымский

##### Семейство Liliaceae — Лилейные
- Colchicum laetum — Безвременник яркий
- Colchicum speciosum — Безвременник прекрасный, или Безвременник великолепный
- Gagea commutata — Гусиный лук изменчивый
- Fritillaria latifolia — Рябчик широколистный
- Fritillaria orientalis — Рябчик восточный
- Lilium monadelphum — Лилия однобратственная
- Merendera trigyna — Мерендера трёхстолбиковая
- Ornithogalum arcutum — Птицемлечник дуговидный
- Tulipa biebersteiniana — Тюльпан Биберштейна
- Tulipa biflora — Тюльпан двуцветный
- Tulipa schrenkii — Тюльпан Шренка

##### Семейство Orchidaceae — Орхидные
- Cephalanthera damasonium — Пыльцеголовник дамасонский
- Cephalanthera longifolia — Пыльцеголовник длиннолистный
- Cephalanthera rubra — Пыльцеголовник красный
- Cypripedium calceolus — Венерин башмачок настоящий
- Dactylorhiza triphylla — Дактилориза трёхлистная, или Пальцекорник трёхлистный
- Limodorum abortivum — Лимодорум недоразвитый
- Orchis militaris — Ятрышник вооружённый
- Orchis picta — Ятрышник разукрашенный
- Orchis purpurea — Ятрышник пурпуровый
- Orchis simia — Ятрышник обезьяний
- Orchis tridentata — Ятрышник трёхзубчатый
- Orchis ustulata — Ятрышник обожжённый
- Traunsteinera globosa — Траунштейнера шаровидная
- Traunsteinera spaerica — Траунштейнера сферическая

##### Семейство Poaceae — Злаковые
- Erianthus ravennae — Эриантус Равенны
- Hordelymus europaeus — Хорделимус европейский
- Stipa caucasica — Ковыль кавказский
- Stipa pennata — Ковыль перистый
- Stipa pulcherrima — Ковыль красивейший